# Аматерско позориште ВХВ у Бачком Петровцу
Аматерско позориште ВХВ (свк. Ochotnícke divadlo VHV) је словачко позориште у Бачком Петровцу.

## Историјат
Позориште носи назив по Владимиру Хурбан Владимирову (ВХВ), познатом словачком драматургу из Старе Пазове.
Прва позоришна представа у Петровцу изведена је 27. августа 1866. године. У питању је био комад Стари кочијаш Петра III, од немачког драмског писца Аугуста Коцебуа. Организатор прве представе био је Јозеф Виктор Рохоњ (1845-1923), касније лекар, палеонтолог и професор Карловог универзитета у Прагу. Организатор и редитељ позоришта од 1871. године био је евангелистички свештеник Фелик Кутљик (1843-1890), који је био и аутор првог оригиналног комада написаног за Петровачко позориште.
Током осамдесетих година 19. века организатор позоришног живота у Петровцу био је учитељ Јан Страка (1850-1888), а након његове смрти Карол Медвецки (1860-1937). Почетком 20. века позоришне представе у Петровцу су игране у кафани код Лошерових. Организују их Петровачка позоришна аматерска задруга посебно Петровачки црквени хор.
У периоду између два светска рата представе су организовали ученици, гимназијалци, студенти, занатлије, земљорадничка и трговачка омладина, ватрогасци, фудбалери, жене и остали – укупно 17 различитих друштава и установа. У том периоду је у Петровцу инсцениран 191 позоришни комад. Након оснивања Матице словачке у Југославији 1932. године Позоришни одбор Матице организује позоришна такмичења.
Прекретница у институционализовању позоришта у Петровцу био је 25. март 1948, када настаје Централно словачко аматерско позориште. За председника је изабран Јурај Мишковиц, секретара Павел Барток, а за главног редитеља Михал Филип. По одласку Филипа, Павел Барток и Иван Мајера су преузели режију.
Лични допринос имиџу петровачког позоришта припада редитељу Андреју Привратском. Приликом прославе стогодишњице позоришта 1966. године Централно словачко аматерско позориште преименовано је у Аматерско позориште ВХВ. Први школовани редитељ из редова војвођанских Словака Љубослав Мајера подигао је квалитет петровачког позоришта на највиши ниво. После њега следе Иван Хансман Јесенски, Матуш Ољха, Јано Чањи, Владислава Фекете и у задње време Петер Серге Бутко.
Позориште ВХВ је формирањем професионалног Словачког војвођанског позоришта (на иницијативу ВХВ) изгубило функцију полупрофесионалног позоришта Словака у Војводини. Изгубило је и финансијска средства, а кад се ради о његовој организацији, враћено је много корака уназад. Упркос проблемима ВХВ и даље добија највиша позоришна признања у Србији и успешно учествује на иностраним фестивалима.
Захваљујући активности Петровачког позоришта покренута је смотра „Позоришни ловор” (1970), као и „Петровачки дани позоришта” (1996).

## Галерија
- Јозеф Виктор Рохоњ, организатор прве позоришне представе у Бачком Петровцу
- Самуел Котас, један од првих глумаца у Петровачком позоришту
- Самуел Чањи, један од првих глумаца у Петровачком позоришту
- Свештеник и писац Феликс Кутљик, организатор и редитељ Петровачког позоришта
- Учитељ Јан Страка, организатор Петровачког позоришта
- Људмилa Квачаловa, глумица и редитељка
- Адела Чајак-Петрович, глумица, редитељка, драматуршкиња и председница Позоришног одбора Матице словачке у Југославији
- Учитељ Андреј Привратски, глумац и редитељ позоришта у Петровцу
- Иван Мајера, редитељ позоришта у Петровцу
- Плакат са најавом позоришне представе „Мариша” Словачког аматерског позоришта из Бачког Петровца у Словачком народном дому у Старој Пазови (1949)
- Плакат са најавом позоришне представе „Завеје” по тексту Владимира Хурбан Владимирова у Словачком аматерском позоришту у Бачком Петровцу (1948)
- Плакат са најавом позоришне представе "Зем" по тексту Владимира Хурбан Владимирова у Словачком аматерском позоришту у Бачком Петровцу (1948)
- Учесници позоришне представе"Јаношик", Бачки Петровац (1935)